# جون شتال
جون شتال (بالإنجليزية: John Stahl)‏ هو ممثل بريطاني، ولد في 1953 في المملكة المتحدة.

## وصلات خارجية
- جون شتال على موقع IMDb (الإنجليزية)
- جون شتال على موقع ميوزك برينز (الإنجليزية)
- جون شتال على موقع قاعدة بيانات الأفلام السويدية (السويدية)
- جون شتال على موقع قاعدة بيانات الفيلم (الإنجليزية)
- جون شتال على موقع كينوبويسك (الروسية)